# Sönke Möhring

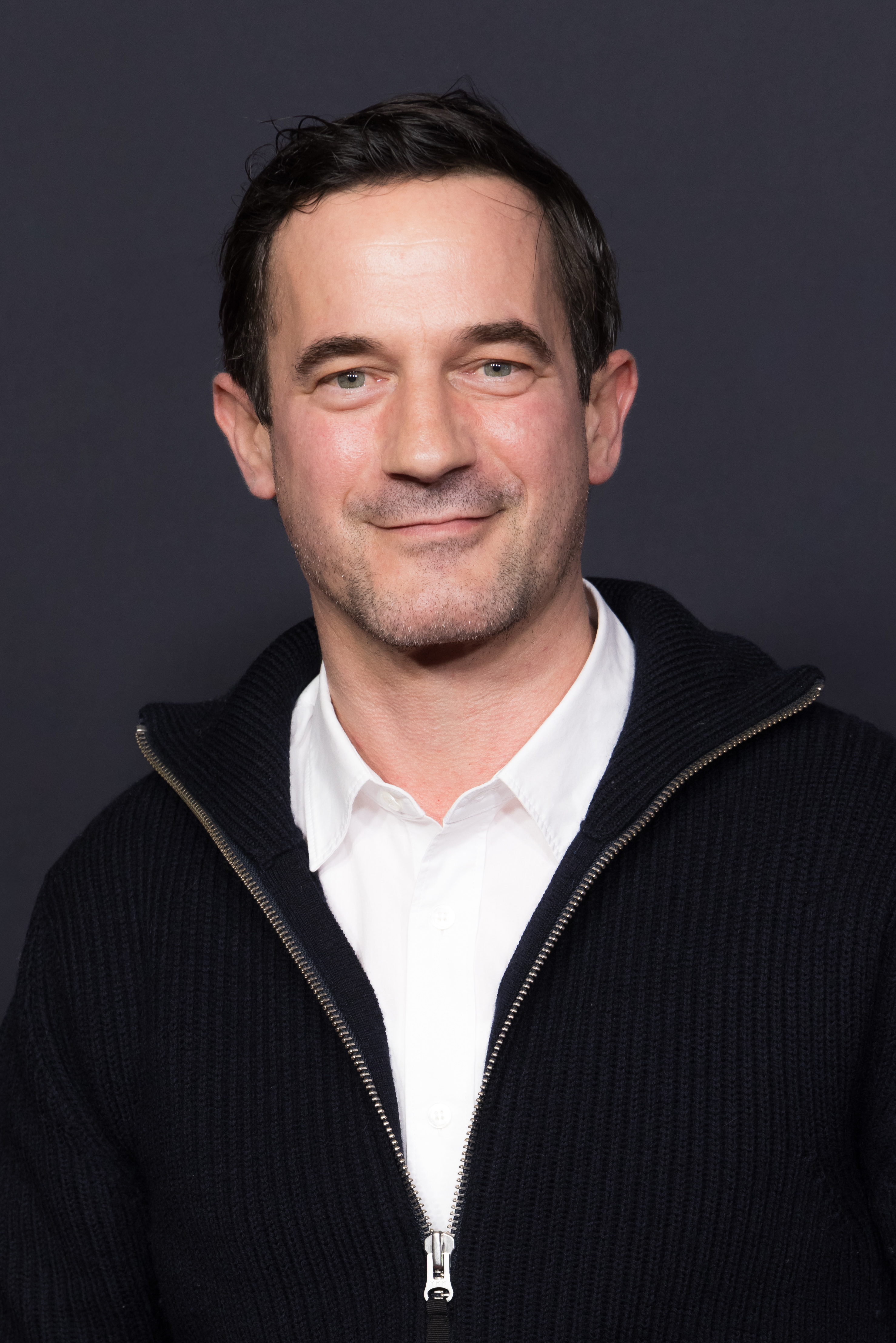
Sönke Möhring (2024)

Sönke Möhring (* 12. Oktober 1972 in Unna) ist ein deutscher Schauspieler und Hörspielsprecher.

## Leben und Wirken
Zunächst machte Sönke Möhring von 1987 bis 1989 eine Ausbildung zum Kinderpfleger, um von 1995 bis 1997 eine Ausbildung zum Werbekaufmann anzuschließen. Erst 2002 besuchte er einen „Method acting-Workshop“ bei John Costopoulos, bevor er für erste Werbetrailer vor der Kamera stand. Möhring gab 2003 an der Seite seines älteren Bruders Wotan Wilke Möhring sein Debüt als Schauspieler in dem Kinofilm Anatomie 2. Seitdem hat er in diversen deutschen Fernseh- und Kinofilmen mitgewirkt und spielte seit dem Kinofilm Cowgirl von Mark Schlichter, bis auf eine Tatort-Folge, in jeder Fernsehproduktion Schlichters mit. Mit dem Kriegsfilm Inglourious Basterds von Quentin Tarantino gab Möhring 2009 sein internationales Filmdebüt.
Kleinere Rollen an der Seite seines Bruders Wotan hatte er unter anderem in der Tragikomödie Echte Männer, den Filmkomödien Goldene Zeiten, 3 Engel auf der Chefetage und Video Kings, der Krimireihe Bella Block – Vorhersehung und dem zweiteiligen Fernsehfilm Hindenburg.
In der ARD-Serie Heiter bis tödlich: Koslowski & Haferkamp war er in der Titelrolle des Martin Koslowski besetzt. In dem 2015 erschienenen Roadmovie Heimat ist kein Ort war Möhring einer der Hauptdarsteller.
Auf dem Hörspielsektor gehört Sönke Möhring als „Latotzke“ zur Stamm-Mannschaft der Task Force Hamm beim Radio-Tatort des WDR.
Möhring lebt in Berlin.

## Filmografie (Auswahl)
- 2003: Anatomie 2
- 2003: Echte Männer? (Fernsehfilm)
- 2004: Ein krasser Deal
- 2004: Cowgirl
- 2005: Anja & Anton (Fernsehserie)
- 2005: Blindes Vertrauen (Fernsehfilm)
- 2006: Goldene Zeiten
- 2006: Heiratsschwindlerin mit Liebeskummer (Fernsehfilm)
- 2006: 3 Engel auf der Chefetage (Fernsehfilm)
- 2007: Video Kings
- 2007: Der Butler und die Prinzessin (Fernsehfilm)
- 2007: Allein unter Bauern (Fernsehserie)
- 2007: Wortbrot
- 2008: Da kommt Kalle (Fernsehserie)
- 2008: Appassionata (Kurzfilm)
- seit 2008: SOKO Wismar (Fernsehserie)
- 2008: Freundschaften und andere Neurosen (Fernsehfilm)
- 2008: Pretty Mama (Fernsehfilm)
- 2008: Maddin in Love (Fernsehserie)
- 2009: Schillerstraße (Fernsehserie)
- 2009: Phantomschmerz
- 2009: Inglourious Basterds
- 2009: Bella Block: Vorsehung (Krimiserie)
- 2009: Zweiohrküken
- 2010: SOKO Stuttgart – Der Verräter
- 2011: Rottmann schlägt zurück (Fernsehfilm)
- 2011: Hindenburg (Fernsehfilm)
- 2011: Kokowääh
- 2012: The Impossible (Lo imposible)
- 2012: Die letzte Fahrt
- 2012–2017: Alles Klara (Fernsehserie)
- 2013: Liebe und Tod auf Java
- 2013, 2023: In aller Freundschaft – Im Banne der Dunkelheit, Überhitzt, Ringtausch
- 2014: Heiter bis tödlich: Akte Ex (Fernsehserie, Folge 16)
- 2014, 2021, 2023: Notruf Hafenkante (Fernsehserie, Folgen Diebe, Nur ein Atemzug, Eiskalter Engel)
- 2014: Heiter bis tödlich: Koslowski & Haferkamp (Fernsehserie)
- 2015: Heimat ist kein Ort[2]
- 2015: Tatort: Kollaps
- 2015: Nur nicht aufregen!
- 2015: Sturköpfe (Fernsehfilm)
- 2015: Große Fische, kleine Fische
- 2016: Unser Traum von Kanada: Sowas wie Familie
- 2016: Heldt – Sternenreise
- 2016: Volltreffer (Fernsehfilm)
- 2016: Plötzlich Türke
- 2016: Wilsberg – Tod im Supermarkt
- 2017: Einstein – Meganewton
- 2017: Montrak
- 2017: Ein starkes Team: Wespennest
- 2018: Der Junge muss an die frische Luft
- 2018: SOKO München, Folge Schärfer als die Polizei erlaubt
- 2018: Hanne
- 2019: Der Staatsanwalt – Sauberer Tod (Fernsehserie)
- 2019: Beste Schwestern – Liebeslügen (Fernsehserie)
- 2019: Professor T. – Lügen (Fernsehserie, Staffel 3, Episode 3)
- 2019: SOKO Potsdam – Ermittlungen im Dreivierteltakt (Fernsehserie)
- 2019: Ein Fall für Zwei – Freigänger (Fernsehserie)
- 2020: Letzte Spur Berlin – Schuld (Fernsehserie)
- 2021: Du sollst nicht lügen (Miniserie)
- 2021: Praxis mit Meerblick – Vatertag auf Rügen (Fernsehreihe)
- 2021: WaPo Bodensee – Auf der Flucht (Fernsehserie)
- 2021: Blackout (Miniserie)
- 2021: Willi und die Wunderkröte
- seit 2022: Der König von Palma
- 2022: Der Bozen-Krimi: Vergeltung (Fernsehreihe)
- 2022: SOKO Linz – Kältestarre (Fernsehserie)
- 2023: Asbest (Fernsehserie)
- 2023: Die Drei von der Müllabfuhr – Arbeit am Limit (Fernsehreihe)
- 2024: Wo wir sind, ist oben (Miniserie)
- 2024: Das Traumschiff – Hudson Valley (Fernsehreihe)
- 2025: Der Bergdoktor – Wechselwirkungen
- 2025: SOKO Donau/SOKO Wien – Funkenflug (Fernsehserie)
- 2025: Morden im Norden – Vergebung (Fernsehserie)

## Hörspiele
- 2010: Dirk Schmidt: Mord am Hellweg: Task Force Hamm – Regie: Petra Feldhoff (WDR)
- seit 2012: Dirk Schmidt: Radio-Tatort (SoKo Hamm) – Regie: Claudia Johanna Leist (WDR, 14 Folgen)
- 2013: Bodo Traber: Sir Joe – Regie: Petra Feldhoff (WDR)

## Auszeichnungen
- 2016: Zonser Darstellerpreis